# Reprezentacja Cypru w koszykówce mężczyzn
Reprezentacja Cypru w koszykówce mężczyzn – drużyna, która reprezentuje Cypr w koszykówce mężczyzn. Za jej funkcjonowanie odpowiedzialny jest Cypryjski Związek Koszykówki (CBF). Nigdy nie udało jej się zakwalifikować do mistrzostw Europy, mistrzostw świata, czy igrzysk olimpijskich. Aktualnie występuje w Dywizji B. Swoje mecze w roli gospodarza rozgrywa w hali Eleftheria Indoor Hall.